# NGC 3464
NGC 3464 este o galaxie spirală situată în constelația Hidra. A fost descoperită în 14 ianuarie 1886 de către Ormond Stone⁠(d). Se află la o distanță de 51,76 de megaparseci de Pământ.